# Им было девятнадцать
«Им было девятнадцать» — советский чёрно-белый художественный фильм, снятый режиссёром Владимиром Кочетовым на Одесской киностудии 1960 году.
Премьера фильма состоялась 13 ноября 1960 года. Фильм — один из лидеров кинопроката СССР 1960 года, занял 14 место, его посмотрело 27,6 млн зрителей.

## Сюжет
В артиллерийской школе новобранец Анатолий Бесков стремится заменить погибшего отца лётчика, но его считают негодным для службы в авиации. Его тренировка и поддержка от друзей и девушки помогают ему стать примерным курсантом, и он получает направление в авиацию.

## В ролях
- Кирилл Столяров — Анатолий Бесков — главная роль
- Людмила Мерщий — Ольга Серова
- Николай Засеев-Руденко — Виктор Шмаринов
- Николай Крюков — Семён Трофимович Лепко
- Вадим Новиков — Сергей Серов
- Михаил Пуговкин — Никодим Иванович Баба
- Юрий Мартынов — Василь Иваненко
- Олесь Рудковский — Олесь Колобков
- Савелий Крамаров — Петькин
- Ю. Рождественский — Ностюган
- Сергей Столяров — отец Анатолия Бескова
- Борис Сабуров — командир полка
- Гертруда Двойникова — мать Бескова
- Виктор Проклов — эпизод
- В. Гинет — эпизод
- В. Сливко — эпизод
- Александр Сугак — эпизод
- Василий Красенко — эпизод — нет в титрах

## Съёмочная группа
- Автор сценария: Игорь Старков
- Режиссёр-постановщик: Владимир Кочетов
- Операторы: Василий Симбирцев, Михаил Козубенко
- Художник: Б. Ильюшин
- Режиссёр: В. Проклов
- Композитор: Евгений Зубцов
- Текст песен: Владимир Карпенко, Игорь Неверов
- Звукооператор: Владимир Фролков
- Гримёр: В. Егоров
- Монтажёр: Этна Майская, Эльвира Серова
- Редактор: Илья Жига-Резницкий
- Оператор комбинированных съёмок: Д. Балашов
- Художник комбинированных съёмок: Н. Куршпетов
- Оркестр Одесской Государственной филармонии (дирижёр Евгений Дущенко)
- Военный консультант: Николай Осликовский
- Директор картины: Виктор Брашеван